# Alma Seidler
Alma Seidler (8 de junio de 1899 - 8 de diciembre de 1977) fue una actriz teatral, cinematográfica y televisiva austriaca.

## Biografía
Nacida en Leoben, Austria, era hija del Ministro Presidente Ernst Seidler von Feuchtenegg. Desde 1918 perteneció a la compañía teatral del Burgtheater de Viena, donde hasta su muerte interpretó numerosos papeles protagonistas y de reparto.
En 1927 actuó en Das Käthchen von Heilbronn (de Heinrich von Kleist) y en 1935 en la pieza de Gerhart Hauptmann Hanneles Himmelfahrt. Otras obras en las cuales participó fueron Las bodas de Fígaro (1938, de Pierre-Augustin de Beaumarchais), Torquato Tasso (1947, de Goethe), Los físicos (1963, de Friedrich Dürrenmatt) y Las aves (1975, de Aristófanes, con dirección de Luca Ronconi). Fuera del Burgtheater no fue muy activa, aunque actuó en el Festival de Salzburgo.

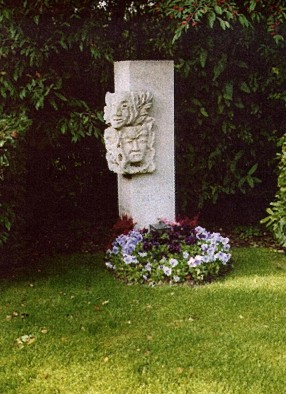
Tumba de Alma Seidler

A partir de 1945 Alma Seidler, que hasta entonces prácticamente solo había trabajado en el teatro, actuó con bastante frecuencia en el cine. Para la gran pantalla hizo papeles de reparto, encarnando habitualmente a mujeres nobles y dignas. Su última película fue la adaptación al cine de la obra teatral Der Alpenkönig und der Menschenfeind, rodada en 1965, y en la cual actuó junto a Attila Hörbiger.
Alma Seidler fue premiada en 1959 con la medalla Josef Kainz por su papel de Mrs. Dowey en la obra de in James Matthew Barrie Die Medaillen einer alten Dame. En su honor, se creó en 1978 el Anillo Alma Seidler, equivalente femenino del Anillo de Iffland. En 1960 fue nombrada miembro honoraria del Burgtheater.  
Seidler falleció en Viena, Austria, en el año 1977. Fue enterrada en una tumba honoraria en el Cementerio central de Viena (Gruppe 32C, Nummer 47). había estado casada con el direc Ihr Ehemann war der Regisseur Karl Eidlitz.

## Filmografía
- 1919 : Brand
- 1945 : Wo ist Herr Belling?
- 1948 : Arlberg-Express
- 1948 : Der Engel mit der Posaune
- 1949 : Vagabunden
- 1949 : Weißes Gold
- 1950 : Das vierte Gebot
- 1950 : Cordula
- 1950 : Der Seelenbräu
- 1951 : Der fidele Bauer
- 1951 : Frühlingsstimmen
- 1952 : 1. April 2000
- 1953 : Einmal keine Sorgen haben
- 1953 : Franz Schubert
- 1954 : Bruder Martin
- 1954 : Ewiger Walzer
- 1954 : Wiener Herzen
- 1955 : Drei Männer im Schnee
- 1955 : Mozart
- 1957 : Die unentschuldigte Stunde
- 1957 : Die Heilige und ihr Narr
- 1957 : Eva küßt nur Direktoren
- 1957 : Skandal in Ischl
- 1957 : Wien, du Stadt meiner Träume
- 1957 : Die Lindenwirtin vom Donaustrand
- 1958 : Hoch klingt der Radetzkymarsch
- 1958 : Keine Zeit für schwache Stunden
- 1958 : Frauensee
- 1958 : Auferstehung
- 1958 : Man müßte nochmal zwanzig sein
- 1959 : Kora und die 7 Sünden
- 1960 : Der brave Soldat Schwejk
- 1961 : Die Abenteuer des Grafen Bobby
- 1961 : Jedermann
- 1964 : Die ganze Welt ist himmelblau
- 1965 : Der Alpenkönig und der Menschenfeind

## Televisión
- 1958 : Ein gewisser Judas (telefilm), de Oskar Werner
- 1960 : Das weite Land (telefilm), de Theodor Grädler y Ernst Lothar
- 1962 : Egmont (telefilm), de Reinhart Spörri
- 1964 : Ein Volksfeind (telefilm), de Erich Neuberg
- 1967 : Ostwind (telefilm), de Kurt Meisel
- 1968 : Des Meeres und der Liebe Wellen (telefilm), de Theodor Grädler
- 1969 : Vanillikipferln (telefilm), de Wolfgang Liebeneiner
- 1970 : Der Tag der Tauben (telefilm), de Walter Davy
- 1972 : Das bin ich - Wiener Schicksale aus den 30er Jahren: Österreich zwischen Demokratie und Diktatur (telefilm), de Rudolf Nussgruber
- 1976 : Der Raub der Sabinerinnen (telefilm), de Ernst Haeusserman
- 1977 : Mich hätten Sie sehen sollen (telefilm), de Goerg Madeja y Helge Thoma
- 1977 : Der Unverbesserliche (telefilm), de Jochen Bauer
- 1977 : Der Spinnenmörder (telefilm), de Gerhard Klingenberg

## Premios
- 8 de junio de 1959 : Medalla de honor de la capital federal de Viena
- 1959 : Medalla Josef Kainz por su actuación en la obra de James Matthew Barrie Die Medaillen einer alten Dame
- 1960 : Miembro honoraria del Burgtheater
- 1978 : Creación del Anillo Alma Seidler como premio al mejor actor teatral en lengua alemana